# Photinia raupingensis
Photinia raupingensis är en rosväxtart som beskrevs av Ke Chien Kuan. Photinia raupingensis ingår i släktet Photinia och familjen rosväxter. Inga underarter finns listade i Catalogue of Life.